# Nationalpark Skjern Å

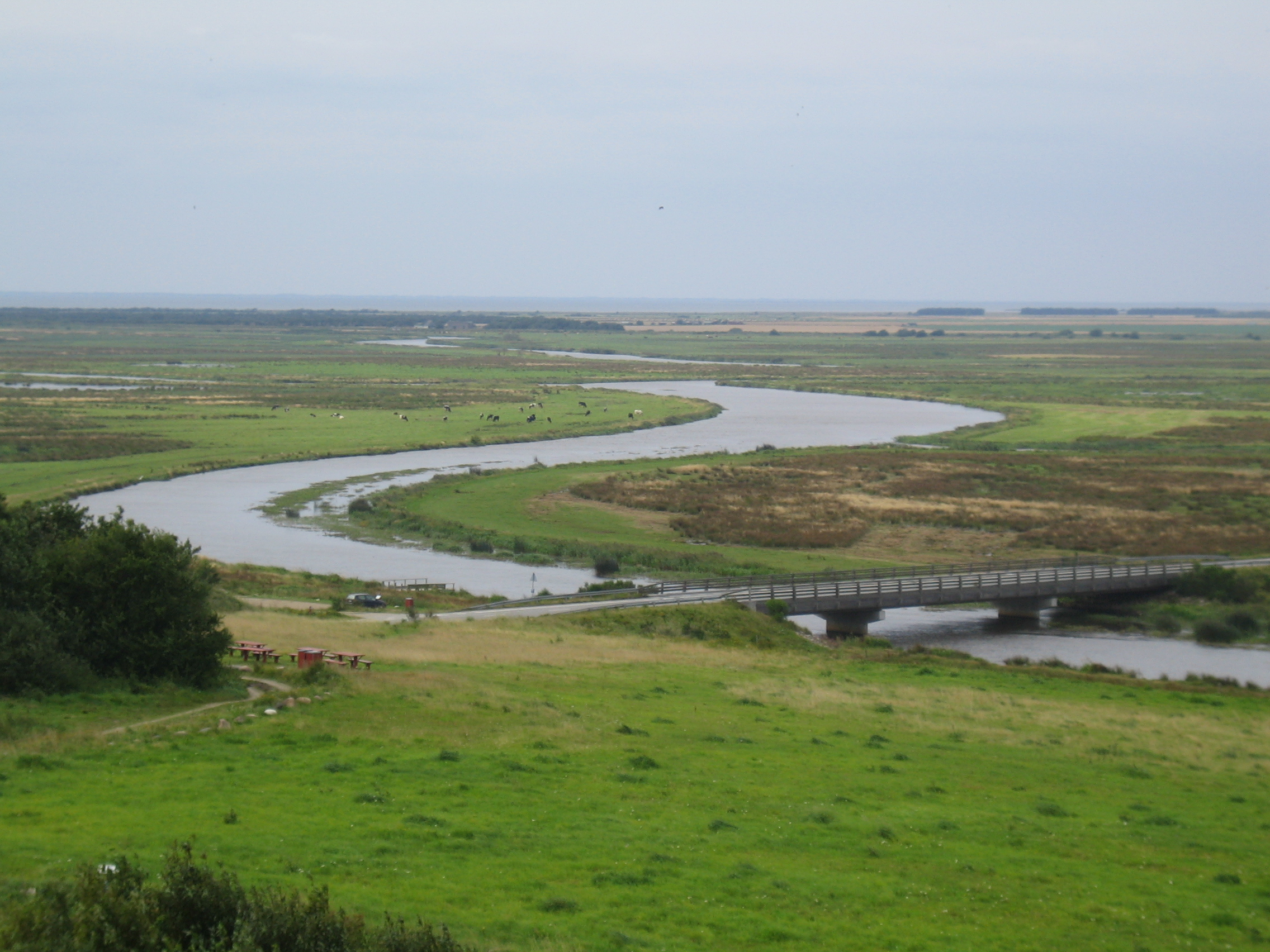
Landschaft an der Skjern Å

Der Nationalpark Skjern Å war ein geplantes dänisches Großschutzgebiet in der Region Midtjylland. Es sollten die Ramsar-Feuchtgebiete entlang Dänemarks längstem Fluss Skjern Å zu einem Nationalpark ausgewiesen werden.
Die Initiative, einen Nationalpark zu gründen, geht auf Troels Lund Poulsen (Venstre) zurück, der 2008 diesen Vorschlag machte. Grundlage für die Gebietskulisse waren die Ramsar-Gebiete im südlichen Teil des Ringkøbing-Fjords (einschließlich des Vogelschutzgebiets Tipperne und Værnängene). Am 1. Juli 2011 beschloss das Folketing, ein Ausweisungsverfahren einzuleiten.
Die Gemeinde Ringkøbing-Skjern lehnte jedoch den Nationalpark ab. Die Dänische Volkspartei unterstützte sie dabei. Am 23. März 2012 gaben die Parteien im Folketing ihren Plan auf, die Einrichtung des Nationalparks Skjern Å voranzutreiben.